# 757 Portlandia
757 Portlandia
757 Portlandia là một tiểu hành tinh ở vành đai chính. Nó được Joel Hastings Metcalf phát hiện ngày 30.9.1908 ở Taunton, Massachusetts và được đặt theo tên thành phố	Portland, (Maine, Hoa Kỳ), nơi Metcalf làm mục sư ở nhà thờ khi qua đời..